# Нестеров, Валентин Григорьевич
Валентин Григорьевич Нестеров (1 ноября 1909 — 26 августа 1977) — советский лесовод, член-корреспондент ВАСХНИЛ (1956).

## Биография
Родился в с. Большое Гагарино Моршанского уезда Тамбовской губернии (сейчас — Пичаевский район Тамбовской области) в семье учителя. Окончил Воронежский СХИ, лесной факультет (1929).
- 1930 старший лесовод, заведующий Устькуломским учлеспромхозом,
- 1930—1935 ассистент, доцент, декан лесоэкспертного факультета Московского лесотехнологического института,
- 1935—1936 зам. главного редактора Гослестехиздата Наркомлеса СССР,
- 1936—1938 зам. директора Сибирского лесотехнического института,
- 1938—1946 руководитель сектора ВНИИ лесного хозяйства.
- 1946—1953 заместитель начальника, начальник Главного управления лесотехнических и лесохозяйственных вузов Министерства высшего образования СССР, по совместительству в 1948—1951 заведующий кафедрой лесоводства Московского лесотехнического института,
- 1953—1977 заведующий кафедрой лесоводства Московской с.-х. академии им. К. А. Тимирязева.

## Научная деятельность
Разработал «шкалу Нестерова» для прогноза пожаров.

### Сочинения
Опубликовал более 300 научных трудов, из них около 50 книг и брошюр.
- Древесные семена, питомники и культуры. — М.; Л.: Сельхозгиз, 1932. — 130 с.
- Главные рубки в лесах СССР. — М.; Л.: Гослесбумиздат, 1950. — 136 с.
- Общее лесоводство: учеб. для лесотехн. и лесохоз. вузов. — 2-е изд., испр. и доп. — М.; Л.: Гослесбумиздат, 1954. — 656 с.
- Классификация типов леса и дифференциация по ним хозяйства. — М., 1955. — 23 с.
- Лесоводство: для агр. фак. СХИ. — М.: Сельхозгиз, 1958. — 464 с. — (Учеб. и учеб. пособия для вузов).
- Вопросы современного лесоводства. — М.: Сельхозгиз, 1961. — 384 с.
- Лес и человек / соавт. Р. С. Степанов. — М.: Наука, 1971. — 68 с.
- Вопросы управления природой. — М.: Лесн. пром-сть, 1981. — 263 с.

## Награды и звания
Доктор сельскохозяйственных наук (1946), профессор (1946), член-корреспондент ВАСХНИЛ (1956).
Лауреат Сталинской премии (1952) — за научный труд «Общее лесоводство» (1949). Награждён орденом «Знак Почёта» (1965), 4 медалями СССР, золотой медалью Чехословакии.